# Municipio de Castlewood
El municipio de Castlewood (en inglés: Castlewood Township) es un municipio ubicado en el condado de Hamlin en el estado estadounidense de Dakota del Sur. En el año 2010 tenía una población de 226 habitantes y una densidad poblacional de 2,51 personas por km².

## Geografía
El municipio de Castlewood se encuentra ubicado en las coordenadas 44°46′5″N 97°4′21″O / 44.76806, -97.07250. Según la Oficina del Censo de los Estados Unidos, el municipio tiene una superficie total de 89.94 km², de la cual 89,55 km² corresponden a tierra firme y (0,43 %) 0,39 km² es agua.

## Demografía
Según el censo de 2010, había 226 personas residiendo en el municipio de Castlewood. La densidad de población era de 2,51 hab./km². De los 226 habitantes, el municipio de Castlewood estaba compuesto por el 100 % blancos. Del total de la población el 0 % eran hispanos o latinos de cualquier raza.